# آنتوسیانین

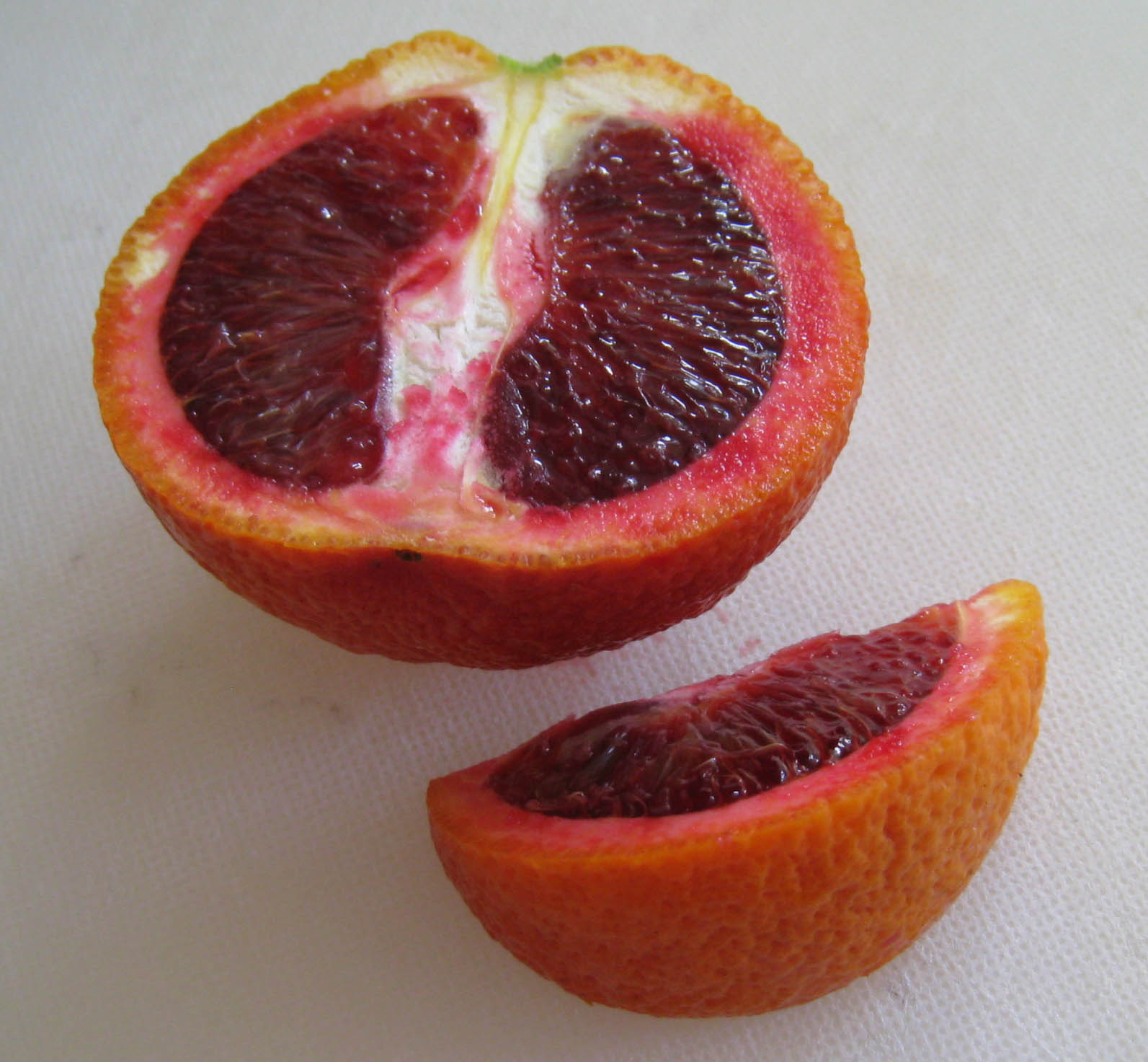
پرتقال خونی حاوی مقدار فراوانی آنتوسیانین می‌باشد.

آنتوسیانین در پرتقال خونی، گیلاس، توت فرنگی و سایر خوراکی‌های قرمز و بنفش رنگ مانند چای ترش یافت می‌شود، ممکن است میزان خطر ابتلا به عوارض قلبی و چاقی مفرط را کاهش دهد. انواع مختلفی از رژیم‌های غذایی ویژه لاغری وجود دارد که در همهٔ آنها ادعا شده رعایت آنها باعث می‌شود افراد وزن کم کنند. ماده‌ای که در این دست از خوراکی‌ها به‌طور طبیعی پیدا می‌شود آنتوسیانین به انگلیسی: (Anthocyanin)، نام دارد. این ماده در همهٔ گیاهانی که قد می‌کشند و اغلب گل‌ها و میوه‌ها دیده می‌شود. اما همچنین در برگ‌ها، ساقه‌ها و ریشه‌ها نیز پیدا می‌شود. در این قسمت‌ها، آنتوسیانین‌ها عمدتاً «در غشای خارجی سلول‌ها متمرکز است. مقدار آنتوسیانین نسبتاً» بالاست: برای مثال یک کیلوگرم تمشک حاوی حدود یک گرم و لوبیاهای قرمز و سیاه حدود ۲۰ میلی‌گرم است. رنگ آنتوسیانین‌ها بستگی به ساختار و میزان اسید مادهٔ خوراکی دارد. بسیاری از آنتوسیانین‌ها در شرایط اسیدی قرمز رنگ هستند و هر چه میزان اسیدیته کمتر شود به رنگ آبی-بنفش نزدیک تر می‌شود. این ماده همچنین در برخی ذرت‌ها یافت می‌شود. هنگامی که موش‌های آزمایشگاهی تحت رژیم غذایی قرمز و بنفش قرار می‌گیرند، آسیب به قلب این جانوران به میزان سی درصد کاهش یافته و چربی بدن آنها نیز کم شده‌است.
| رنگ آنتوسیانین          | pH                  |
| ----------------------- | ------------------- |
| قرمز                    | pH = ۱ و کمتر از آن |
| بی‌رنگ یا ارغوانی و بنفش | pH = ۴–۶            |
| آبی پررنگ               | pH = ۷–۸            |